# Gregory Streppel
Gregory Streppel –conocido como Greg Streppel– (1968) es un deportista canadiense que compitió en natación, en la modalidad de aguas abiertas. Ganó una medalla de oro en el Campeonato Mundial de Natación de 1994, en la prueba de 25 km.

## Palmarés internacional
| Campeonato Mundial | Campeonato Mundial | Campeonato Mundial | Campeonato Mundial |
| Año                | Lugar              | Medalla            | Prueba             |
| ------------------ | ------------------ | ------------------ | ------------------ |
| 1994               | Roma (Italia)      | Medalla de oro     | 25 km              |